# Kępa (wyspa)

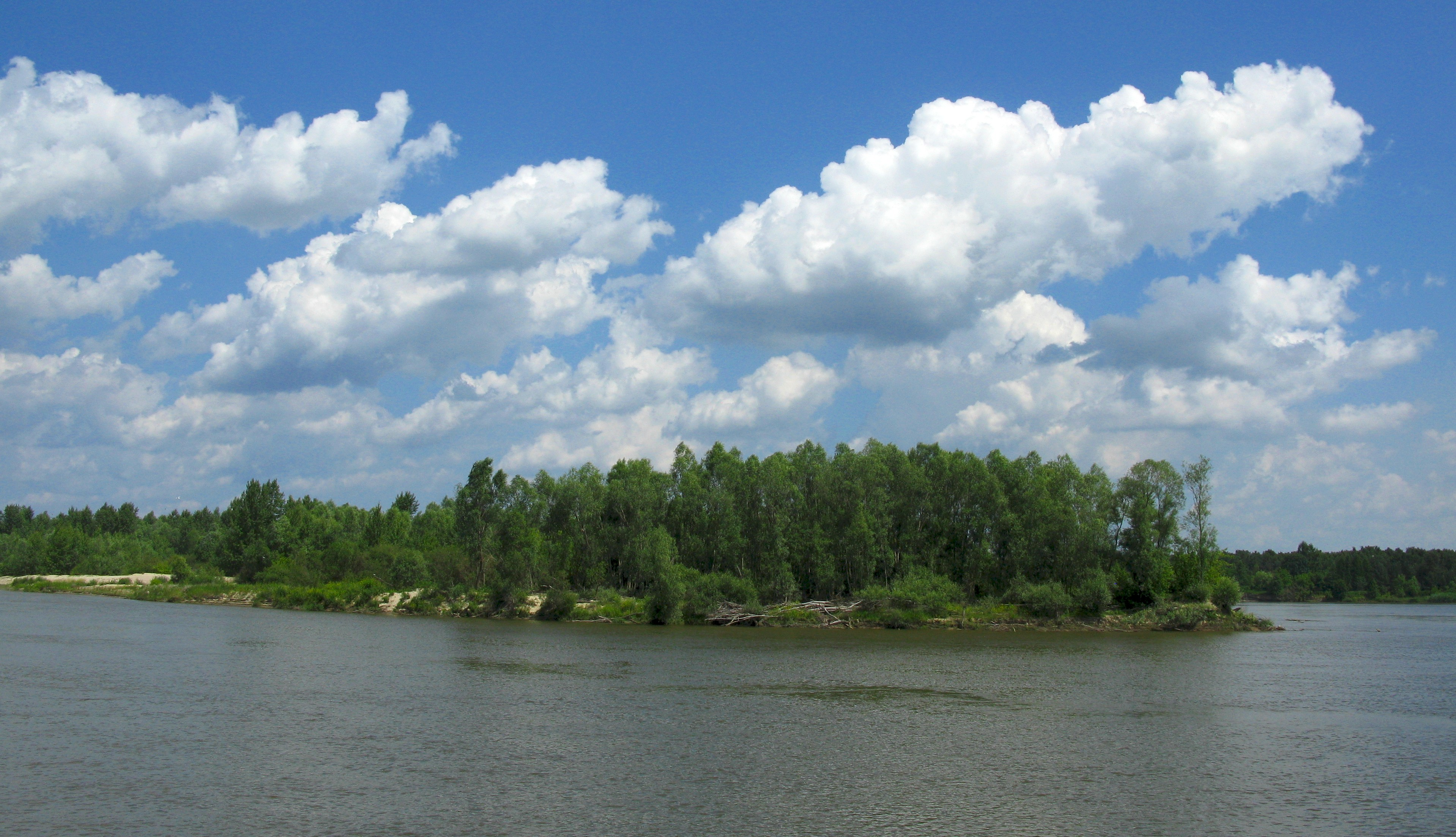
Kępa na Wiśle w okolicach Magnuszewa

Kępa – niewielka wyspa na rzece lub jeziorze wynurzona przy średnim stanie wody i utrwalona przez roślinność. Piaszczysto-żwirowe osady kępy zawierają jedynie wąskie wypełnienia ilaste.
Kępy powstają w wyniku stopniowego przekształcania się i stabilizacji ławicy śródrzecznej.
Kępy mogą porastać m.in. wierzby.